# 꽃피는 둥지
꽃피는 둥지는 1989년에 방영되었던 KBS 2TV 아침드라마이다.

## 제작진
- 극본 : 지상학
- 연출 : 류시형

## 출연진
- 김영옥
- 신구
- 윤승원
- 이혜숙
- 정영숙
- 최성준